# NGC 756
NGC 756 es una galaxia lenticular (S0) de tipo Hubble en la constelación de los Cetáceos al sur de la eclíptica. Se estima que está a 535 millones de años luz de la Vía Láctea y tiene un diámetro de aproximadamente 125.000 años luz.Las galaxias NGC 725, NGC 734, IC 1745, IC 1758 se encuentran en la misma zona del cielo.
El objeto fue descubierto el 9 de noviembre de 1885 por el astrónomo estadounidense Francis Preserved Leavenworth. 